# Aldo Pedrazzi
Aldo Pedrazzi (Modena, 23 marzo 1901 – Modena, 20 dicembre 1972) è stato un calciatore italiano, di ruolo centrocampista.

## Carriera
Giocò in Serie A con il Modena dal 1919 al 1931, prima di trasferirsi al Renato Serra Cesena, dove rimase fino al 1933.

## Statistiche

### Presenze e reti nei club
| Stagione                 | Squadra                  | Campionato               | Campionato | Campionato | Totale   | Totale |
| Stagione                 | Squadra                  | Campionato               | Presenze   | Reti       | Presenze | Reti   |
| ------------------------ | ------------------------ | ------------------------ | ---------- | ---------- | -------- | ------ |
| 1919-1920                | Modena                   | PC                       | 20         | 12         | 20       | 12     |
| 1920-1921                | Modena                   | PC                       | 16         | 4          | 16       | 4      |
| 1921-1922                | Modena                   | PD                       | 21         | 0          | 21       | 0      |
| 1922-1923                | Modena                   | PD                       | 15         | 1          | 15       | 1      |
| 1923-1924                | Modena                   | PD                       | 22         | 0          | 22       | 0      |
| 1925-1926                | Modena                   | PD                       | 18         | 0          | 18       | 0      |
| 1926-1927                | Modena                   | DN                       | 18         | 0          | 18       | 0      |
| 1927-1928                | Modena                   | DN                       | 16         | 0          | 16       | 0      |
| 1928-1929                | Modena                   | DN                       | 25         | 0          | 25       | 0      |
| 1929-1930                | Modena                   | A                        | 13         | 0          | 13       | 0      |
| Totale Modena            | Totale Modena            | Totale Modena            | 222        | 17         | 222      | 17     |
| 1930-1931*               | U.S. Renato Serra        | SDE                      | ?          | ?          | ?        | ?      |
| 1931-1932*               | U.S. Renato Serra        | SDE                      | ?          | ?          | ?        | ?      |
| Totale U.S. Renato Serra | Totale U.S. Renato Serra | Totale U.S. Renato Serra | ?          | ?          | ?        | ?      |
| Totale carriera**        | Totale carriera**        | Totale carriera**        | 222        | 17         | 222      | 17     |

- *Non si posseggono dati su presenze e reti nelle stagioni contrassegnate da asterisco.
- ** Il totale carriera è un dato parziale, calcolato in base ai soli dati posseduti.